# Jokin Ezkieta Mendiburu
Jokin Ezkieta Mendiburu (Pamplona, Navarra, 17 d'agost de 1996) és un futbolista professional navarrès que juga com a porter al Racing de Santander.

## Carrera de club
Ezkieta va jugar al planter del CA Osasuna. Va debutar com a sènior amb el CA Osasuna B el 24 d'agost de 2014, jugant com a titular en una victòria per 2–0 fora de casa contra el CD Corellano a la Tercera Divisió.
El març de 2015, amb l'expiració del seu contracte, Ezkieta va arribar a un acord per fitxar amb el FC Barcelona. Es va fer oficial el 17 de juliol, i el jugador va signar un contracte per quatre anys, i fou assignat al FC Barcelona B de Segona Divisió B.
El 22 de juliol de 2016, Ezkieta fou cedit al CE Sabadell FC, també de Segona B, per un any. Titular indiscutible, va contribuir amb 37 parits (3330 minuts de joc) en una temporada en què l'equip va evitar per poc el descens.
Ezkieta va retornar llavors al Barça B, llavors a Segona Divisió, i entrenat per Gerard López. Va debutar com a professional el 25 de setembre, com a titular, en una derrota per 1–2 a casa contra el CD Lugo.
L'agost de 2018, davant la lesió de Jasper Cillessen, va ser convocat per l'entrenador del primer equip del Barça, Ernesto Valverde, pel partit de la segona jornada de lliga contra el Reial Valladolid.

El juliol de 2019, el porter va fitxar per l'Athletic Club de Bilbao després de quedar amb carta de llibertat. El club bilbaí va decidir que la primera temporada la jugués amb el seu equip filial, el Bilbao Athletic. Va debutar amb el primer equip el 28 de gener de l'any següent, substituint Unai Núñez al segon minut, en un empat 3–3 contra el CD Tenerife a la Copa del Rei, i després que Iago Herrerín hagués estat expulsat; el partit va desembocar en tanda de penals i en va aturar un a Joselu per aconseguir guanyar la tanda per 4–2. Va debutar en lliga en la jornada final de la temporada 2020-2021 en una derrota per 2-0 a fora contra l'Elx CF. El 4 de juliol de 2022, després de passar la campanya anterior com a tercera opció darrere d'Unai Simón i Julen Agirrezabala, va rescindir el seu contracte.
El 5 de juliol de 2022, Ezkieta va signar un contracte de dos anys amb el Racing de Santander a la segona divisió.